# Amangeldy Imanow

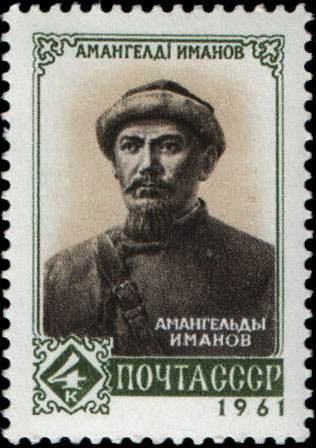
Amangeldy Imanow (Briefmarke der Post der UdSSR, 1961)

Amangeldy Uderbaiuly Imanow (kasachisch Аманкелді Үдербайұлы Иманов, russisch Амангельды Удербайулы Иманов; * 3. Apriljul. / 15. April 1873greg. im Aul Nr. 3 im Kaidaulski-Amtsbezirk im Gebiet Torghai; † 18. Mai 1919 in Kasachstan) war ein kasachisch-russischer Revolutionär.

## Leben
Imanows Vater Uderbai Imanow und seine Mutter Kalampyr gehörten zum Kiptschak-Volk und hatten zu wenig Vieh für ein Nomadenleben, so dass sie sich in Baikonur niederließen und von der Landwirtschaft lebten. Im Alter von 8 Jahren verlor Imanow seinen Vater. Er besuchte die Aul-Schule und trat dann als Zwölfjähriger in eine Madrasa ein. Dort lernte er Türkisch, Persisch und Arabisch.
Als im Ersten Weltkrieg Nikolaus II. mit seinem sogenannten Requisitionsukas vom 25. Juni 1916 die nichtrussische Bevölkerung im Alter von 19 bis 43 Jahren zu frontnahen Arbeitseinsätzen aufrief, verbreitete sich das Gerücht, dass die gesamte männliche Bevölkerung zum Ausheben von Gräben zwischen der russischen und deutschen Front eingesetzt werden sollte, so dass es in Kasachstan zum Aufstand kam. An der Spitze der aufständischen Basmatschi standen Imanow und Alibi Dschangildin. Imanow bildete eine disziplinierte Kavallerietruppe und wurde Oberkommandierender, wobei er sich auf einen Kriegsrat stützte. Beim Höhepunkt des Aufstands folgten der Fahne Imanows etwa 50.000 Kämpfer. Im Oktober 1916 belagerte Imanow den Ort Torghai (im jetzigen Gebiet Qostanai). Als sich das russische Entsatzkorps näherte, zogen die Aufständischen ihm entgegen und begannen den Guerillakampf. Die Kämpfe dauerten bis zum Februar 1917, als infolge der Februarrevolution 1917 das russische Korps abzog.
Im Oktober 1917 besetzte Imanow Torghai und half bei der Etablierung der Sowjetmacht im Gebiet Torghai. Er wurde unter dem Einfluss Alibi Dschangildins Mitglied der Kommunistischen Partei Russlands und beteiligte sich am Rätekongress in Orenburg 1918. Im Juli 1918 führte er an der Spitze einer Gruppe sowjetischer Arbeiter die Wahlen zu den Aul- und Bezirkssowjets durch. Im Russischen Bürgerkrieg baute er zusammen mit Dschangildin in Kasachstan kasachische nationale Rote-Armee-Einheiten auf und unterstützte die Roten Partisanen im Rücken der Koltschak-Armee. Beim Durchzug der Koltschak-Armee durch das Gebiet Torghai im Frühjahr 1919 kam es zum antibolschewistischen Aufstand der Anhänger der Alasch Orda. Imanow wurde von Vertretern der Alasch Orda verhaftet und dann erschossen.
Die Taten Imanows wurden Gegenstand eines Liedes, einiger Gedichte und Romane, eines sowjetischen Films (1938) und zweier Gemälde. Alexei Iljitsch Teneta schuf 1941 eine Monumentalbüste Imanows. Ein Denkmal mit dem Reiterstandbild Imanows des Architekten Toleu Bassenow und des Bildhauers Chasbulat Askar-Sarydscha wurde 1947 in Almaty aufgestellt. Im Transili-Alatau des Tian Shan gibt es den Amangeldy-Gipfel. Amangeldy-Straßen gibt es in Almaty, Astana, Schymkent, Taras, Taldyqorghan, Oral, Qostanai, Petropawl, Pawlodar, Temirtau, Semei, Chromtau, Arys, Balqasch, Schachtinsk, Kentau und weiteren Städten, während es in Schesqasghan und Sätbajew eine Imanow-Straße gibt. In dem nach ihm benannten Geburtsort Amangeldy wurde 1964 ein Imanow-Museum eröffnet.